# Seddon (motoryzacja)
Seddon – dawne brytyjskie przedsiębiorstwo zajmujące się produkcją samochodów ciężarowych i autobusów. Istniało w latach 1919 - 1970. W 1970 roku dokonano fuzji z zakładami Atkinson tworząc spółkę Seddon Atkinson.

## Historia przedsiębiorstwa
W 1919 roku została założona firma Foster and Seddon Ltd. Początkowo zajmowano się sprzedażą samochodów ciężarowych. W latach trzydziestych zaczęto budować pierwsze własne konstrukcje wyposażone w silnik Diesla firmy Perkins. Były to cięższe pojazdy o nośności 6 ton. Od 1944 roku przemianowano firmę na Seddon Lorries Ltd. W 1950 roku wprowadzono na rynek mniejszy model Seddon 25 o nośności 3 ton, produkowany do 1963 roku. Ponadto wypuszczano modele Mk 5, Mk 7, Mk 14, Mk 15/10, SD8, DD8, 30/4, 32/4, 34/4, 13/4, 16/4. Używano silników Perkins, Cummins, Gardner i Rolls-Royce. W 1946 roku rozpoczęto wytwarzanie autobusów. Pierwsze były modele Mk 4, Mk 6, Mk 11 i Mk 19. Popularna była seria "Pennine", stworzona we współpracy z dostawcą nadwozi Pennine Coach Craft. Silna konkurencja wewnętrzna ze strony Leylanda, polityka rządu oraz wchodzenie na rynek brytyjski europejskich producentów utrudniały rozwój firmy. W 1970 zdecydowano się więc na fuzję z zakładami Atkinson, tworząc spółkę Seddon Atkinson. 

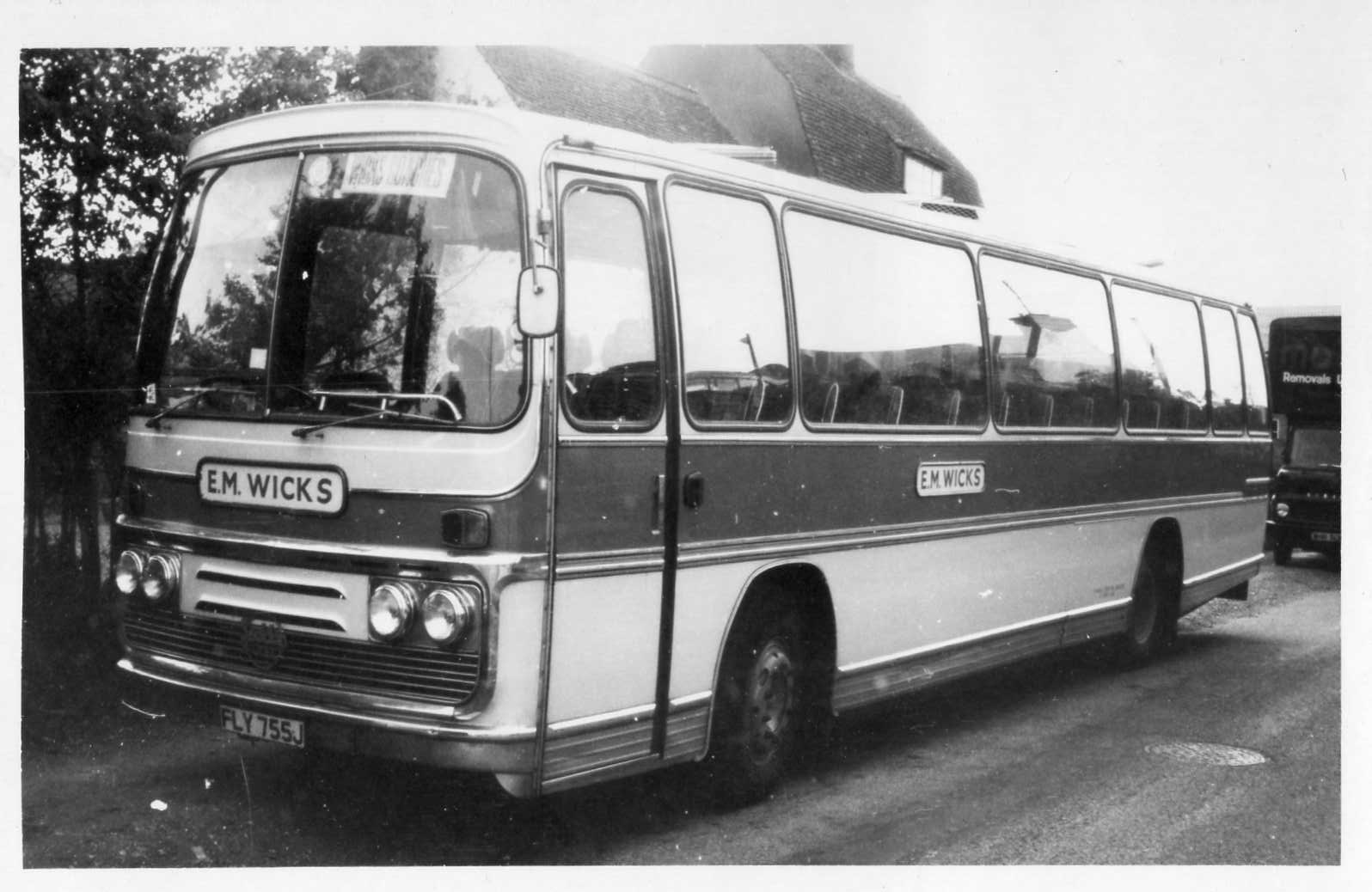
Seddon Pennine IV (1971)
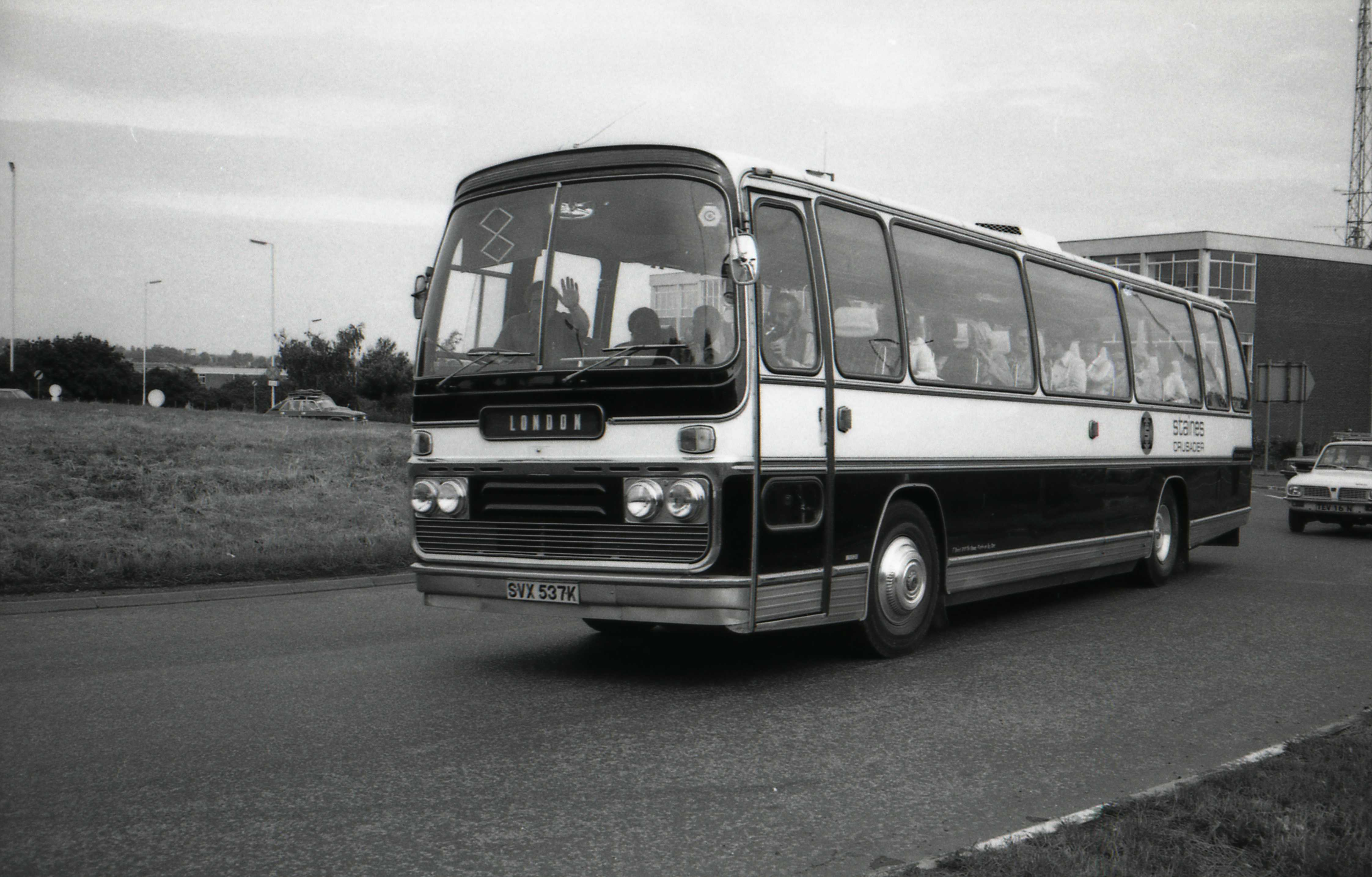
Seddon Pennine VI (1978)